# 800-е годы
800-е (восьмисо́тые) го́ды по юлианскому календарю — промежуток времени с 1 января 800 года по 31 декабря 809 года, включающий 800 год 10-го десятилетия VIII века  и с 801 по 809 годы    1-го десятилетия IX века 1-го тысячелетия.  Они закончились 1216 лет назад.

## Важнейшие события
- Карл Великий провозглашает восстановление Западной Римской империи и коронуется в Риме как император в 800 году. Карл продолжает увеличивать свою империю: в 801 году, в результате испанского похода его сына — Людовика Благочестивого взята Барселона, в 803 году саксы признали власть Карла. Происходит раздел границ между западной империей Карла Великого и Византийской империей
- Кхмерская империя (802—1431). В 802 году Джайяварман II провозглашает независимость кхмеров и создаёт королевство Ангкор.
- Византия возобновляет войну с Арабским халифатом
- Распад Аварского каганата под натиском франков. Юго-восточные земли аваров отходят к Болгарии
- Середина 800-х годов — Никифор[1][2][3] доверил Льву войну против арабов. Лев вёл её в общем успешно, но однажды арабы захватили Евхаит и похитили казну армии. Лев наказан вечной ссылкой.
- Развитие фем. В Греции образованы фемы Диррахий, Пелопоннес и Фессалоника. Никифор начал массовое переселение на Балканы жителей Малой Азии. Каждый легион образовывал в Греции поселение.

## Известные люди
- Карл Великий — король франков (768—814), император Запада (800—814)
- Харун аль-Рашид — арабский халиф (786—809)
- Джайяварман II — основатель Империи кхмеров (802—850)
- Никифор I — византийский император (802—811)